# Sigmund Romberg
Sigmund Romberg (Velika Kaniža, 29. srpnja 1887. – New York City, 9. studenog 1951.) - skladatelj židovsko-mađarskog porijekla, koji je većinu svog odraslog života proveo u Sjedinjenim Američkim Državama. Dio života proveo je u Belišću i Osijeku. Jedan od najpoznatijih skladatelja popularne glazbe 20. stoljeća.
Rođen je u Velikoj Kaniži, a kao dijete doselio se u Belišće. Završivši osnovnu školu u Belišću, upisan je 1897. u osječku Realnu gimnaziju u kojoj je i maturirao. Gimnazijske dane živio je u osječkoj Tvrđi. Nakon studija u Mađarskoj i Austriji, otišao je u SAD 1909. godine. Vratio se u Belišće 1919. godine u posjet te skladao "Belišćanski marš" i održao koncert u Paleju (Palači Gutmann).
Glazbeni opus od 70ak mjuzikala, opereta i revija ugradio ga je u povijest svjetske glazbe. Najpoznatiji po svojim mjuziklima i operetama, posebno "Student Princ" (1924.), "Pustinjska pjesma" (1926) i "Novi mjesec" (1928).
Romberg je bio zaposlen od strane braće Shubert iz New Yorka, kako bi pisao glazbu za njihove mjuzikle i revije, uključujući i nekoliko djela za Al Jolsona. Za Shuberte, također je prilagodio nekoliko europskih opereta za američku publiku, uključujući uspješnu "Maytime" (1917.) i "Blossom Time" (1921.). Njegove hit operete od sredine 1920.-ih, u stilu su bečke operete, ali njegova druga djela, od tog vremena, uglavnom imaju stil američkih mjuzikla toga razdoblja. Također je skladao filmske skladbe. Njegove pjesme izvodili su: Bryan Ferry, Barbara Streisand, Frank Sinatra, Ray Charles, Aretha Franklin, Ella Fitzgerald, Billie Holiday i dr.
Njemu u čast u Belišću se organiziraju Rombergove glazbene večeri od 1970. godine, a u Osijeku, manifestacija Rombergove svečanosti od 1995. godine. Također, Centar za kulturu u Belišću, nosi ime Sigmunda Romberga.